# Platypalpus zeylanicus
Platypalpus zeylanicus är en tvåvingeart som först beskrevs av Senior-white 1922.  Platypalpus zeylanicus ingår i släktet Platypalpus och familjen puckeldansflugor.
Artens utbredningsområde är Sri Lanka. Inga underarter finns listade i Catalogue of Life.